# Loi de Cassie

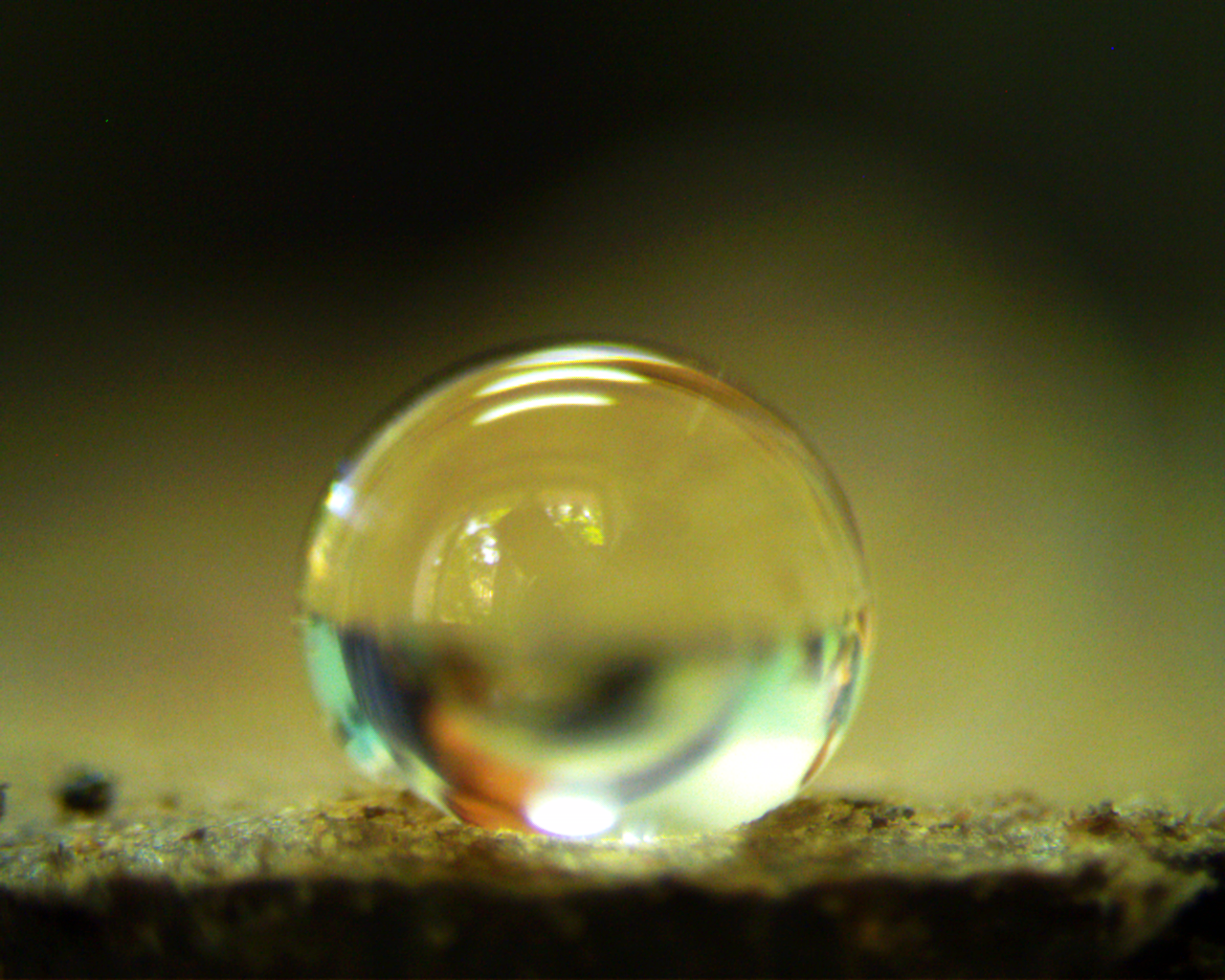
Goutte d'eau dont l'angle de contact est très grand.

En physique, la loi de Cassie, ou loi de Cassie-Baxter, décrit l'angle de contact θc pour un liquide déposé sur une surface composite. Elle date de 1944 et permet d'expliquer pourquoi un substrat ayant une rugosité plus importante augmente cet angle.
La description formelle en est la suivante :
{\displaystyle \cos \theta _{c}=\gamma _{1}\cos \theta _{1}+\gamma _{2}\cos \theta _{2}\,}
avec θ1 l'angle de contact pour le substrat 1 sur une aire de γ1 et θ2 l'angle de contact pour le substrat 2 sur une aire γ2, et avec γ1 + γ2 = 1.
L'équation se simplifie dans le cas d'un système formé de deux milieux, l'un d'entre eux étant de l'air dont l'angle de contact est de 180°. Le cosinus de cet angle est égal alors à -1, ce qui donne :
{\displaystyle \cos \theta _{c}=\gamma _{1}(\cos \theta _{1}+1)-1\,}
ce qui implique qu'avec un petit γ1 et un grand θ1, il est possible de créer des interfaces dont l'angle de contact est très grand. Les recherches de Cassie ont montré que les propriétés superhydrophobes des plumes du canard sont dues à la nature même du milieu formé entre l'air et la plume et non pas à la présence de substances comme de l'huile.
Cette loi explique en partie l'effet lotus qui permet notamment aux feuilles de lotus d'être nettoyées grâce aux gouttes d'eau qui ruissellent à leur surface. Elle permet aussi d'expliquer le fait que les gerris s'appuient sur l'eau sans couler.